# San Cipriano Picentino
San Cipriano Picentino là một đô thị (comune) thuộc tỉnh Salerno trong vùng Campania của Ý. San Cipriano Picentino có diện tích km2, dân số là người (thời điểm ngày).